# 그대들은 어떻게 살 것인가
《그대들은 어떻게 살 것인가》(일본어: 君たちはどう生きるか 기미타치와 도 이키루카[*])는 2023년 일본의 애니메이션 영화이다. 미야자키 하야오가 감독을 맡고 스튜디오 지브리에서 제작하였다. 2013년 영화 《바람이 분다》 이후 미야자키 하야오 감독의 10년만의 복귀작이다.
요시노 겐자부로의 소설 《그대들, 어떻게 살 것인가》로부터 작품의 제목을 따 왔지만, 원작을 직접적으로 각색한 것은 아니며, 이 소설이 주인공에게 큰 의미를 가진다는 형식으로 연관짓고 있다. 장르 자체는 모험 판타지로 소개되고 있다.
제96회 아카데미상 장편 애니메이션상 수상작이다.

## 줄거리
태평양 전쟁 중, 마키 마히토는 병원에 입원 중이던 어머니 히사코를 도쿄 대공습으로 잃는다. 마히토의 아버지 쇼이치는 군수 공장을 운영하는 사업가로, 히사코의 여동생 나츠코와 재혼하고 그녀의 시골 저택으로 피난을 떠난다. 임신 중인 나츠코에게 마음을 열지 못하는 마히토는, 수수께끼의 회색 왜가리와 조우하고, 왜가리의 인도로 저택의 근처에 위치한 봉인된 탑을 발견한다. 이 탑은 나츠코의 건축가 외종조부가 마지막으로 목격된 장소이다.
학교에서 싸움을 벌인 후, 마히토는 일부러 자신을 다치게 한다. 이후 말하는 존재로 변한 왜가리는, 마히토에게 어머니를 다시 찾게 해주겠다고 유혹한다. 마히토는 곤충 무리에 거의 잡힐 뻔하지만, 나츠코가 휘파람 화살로 그를 구출하고, 이에 감명받은 마히토는 자신만의 활과 화살을 제작한다. 왜가리의 깃털을 깃대로 사용한 그의 화살은 신비한 ‘진실한 명중력’을 얻는다. 마히토가 히사코가 남긴 책을 읽고 있을 무렵, 병으로 몸져누운 나츠코가 숲으로 사라지고, 마히토는 저택의 노파 하녀 중 한 명인 키리코를 이끌고 탑으로 향한다.
탑에서 왜가리는 히사코를 본떠 만든 물의 환영으로 마히토를 속이지만, 그것은 손에 닿자마자 녹아버린다. 분노한 마히토는 화살로 왜가리의 부리를 꿰뚫고, 그 속에서 날지 못하는 생명체인 ‘버드맨’이 모습을 드러낸다. 이때 한 마법사가 나타나 버드맨에게 마히토와 키리코를 안내하라고 명령하고, 셋은 함께 탑의 바닥으로 빨려 들어간다.
마히토는 바다로 이루어진 세계로 내려간다. 그는 펠리컨 떼와 거대한 석문(돌멘)의 공격을 받지만, 어린 시절의 키리코, 불을 다루는 마법 지팡이를 쥔 어부 소녀에게 구조된다. 두 사람은 거대한 물고기를 잡아, 다시 태어나기 위해 하늘로 날아가는 거품 같은 정령 '와라와라'들에게 내장을 공급하여 판매한다. 불꽃을 다루는 젊은 여성 히미는 펠리컨에게서 와라와라를 보호한다. 한 노령의 펠리컨은 죽기 전, 자신들의 종족은 이 세계에 먹을 것이 없어 와라와라를 잡아먹을 수밖에 없다고 설명한다.
키리코의 중재로 마히토는 버드맨과 화해하고, 마히토는 그의 부리를 틀어막아 날 수 있도록 해준다. 하지만 이들은 곧 사람 크기의 앵무새 무리에게 떨어져 각자 흩어지게 된다. 마히토는 히미의 도움으로 구출되고, 히미는 여러 세계로 연결된 또 다른 돌탑이 존재한다는 것을 알려준다. 이들은 그중 하나의 문을 통해 다시 나츠코의 저택으로 돌아오고, 마히토의 아버지 쇼이치에게 발견된다. 하지만 마히토는 다시 문을 통해 나츠코를 찾기 위한 여정을 계속한다.
앵무새들의 왕국에 침투한 마히토는 산실에서 나츠코를 발견한다. 나츠코는 그를 거부하지만, 마히토는 그녀를 ‘어머니’라 부르며 마음을 전한다. 히미는 공격해오는 종이를 불태워 물리치지만, 셋 모두 기절하게 된다. 꿈속에서 마히토는 나츠코의 외종조부인 마법사를 만난다. 그는 자신이 블록처럼 쌓은 돌들을 통해 이 차원의 균형을 유지하고 있으며, 마히토가 그 역할을 이어주기를 바란다고 말한다. 마히토는 그 돌들이 ‘악의’로 물들어 있음을 깨닫는다.
현실로 돌아온 마히토는 버드맨의 도움으로 감금에서 벗어나, 히미를 대백부에게 데려가려는 앵무새 대왕을 쫓아 탑을 오른다. 마법사는 마히토를 위해 악의 없는 새 돌들을 준비하고, 그 돌들로 새로운 세계를 만들 것을 간청한다. 그러나 마히토는 자신의 이마의 흉터를 보여주며, 이는 스스로 낸 것이며 ‘자신의 악의의 증표’라고 말하며 그 제안을 거절한다. 대신 그는 자신을 사랑해주는 사람들과 살아가겠다고 말한다.
이 대화를 엿들은 앵무새 대왕은 분노하여, 그 돌들을 엉망으로 쌓은 뒤 무너뜨린다. 이에 세계의 균형은 무너지고, ‘아래 세계’는 붕괴되기 시작한다. 마히토, 히미, 버드맨은 탈출하여 나츠코와 어린 키리코와 재회한다. 히미가 사실은 마히토의 어머니 히사코의 과거 모습임을 알게 된 마히토는 그녀의 운명을 경고하지만, 히미는 걱정 없이 자신의 시대로 돌아간다.
마히토는 나츠코와 함께 현실 세계로 돌아오고, 동물들은 원래의 동물 형태로 되돌아간 채 세상을 떠난다. 마히토가 비밀리에 간직한 ‘힘의 돌’을 본 버드맨은 그에게 이 모든 기억을 잊으라고 조언한다. 마히토가 지니고 있던 부적 인형은 원래의 키리코(노파)의 모습으로 돌아오고, 전쟁이 끝난 2년 후, 마히토는 아버지, 나츠코, 그리고 새로 태어난 동생과 함께 도쿄로 이사한다.

## 성우진

### 주연
- 소마 산토키 - 마키 마히토 역
- 스다 마사키 - 아오사기 역

### 조연
- 아이묭 - 히미 역
- 기무라 요시노 - 나츠코 역
- 히노 쇼헤이 - 큰할아버지 역
- 시바사키 코우 - 키리코 역
- 기무라 타쿠야 - 마키 쇼이치 역
- 다케시타 케이코 - 이즈미 역
- 후부키 준 - 우타코 역
- 아가와 사와코 - 에리코 역
- 타카자와 카렌 - 와라와라 역
- 오타케 시노부 - 아이코 역
- 구니무라 준 - 잉꼬대왕 역
- 코바야시 카오루 - 늙은 펠리컨 역

## 제작

### 배경
2013년 미야자키 하야오 감독은 자신의 만화 작품 《바람이 분다》를 원작으로 한 애니메이션 영화 《바람이 분다》를 공개하였다. 스튜디오 지브리 사장 호시노 고지는 해당 작품을 마지막으로 "미야자키 하야오 감독은 장편영화 제작에서 은퇴한다"는 소식을 발표하였다.
그러나 2017년 2월 24일 '오스카 위크 2017' (Oscar Week 2017) 행사에 참석한 프로듀서 스즈키 도시오는 미야자키 감독이 장편영화 제작에 복귀할 것이라고 밝히면서, 사실상 은퇴 번복 선언을 하였다. 다만 미야자키 감독 본인은 "본인은 은퇴중이지만, 은퇴하면서 만드는 것"이라고 표현하였다.
같은해 5월 19일, 지브리 스튜디오 공식 홈페이지에서 신작의 제작스탭 모집을 개시하면서 본격적인 제작에 들어갔다. 10월 28일 와세다 대학에서 개최된 행사를 통해 신작의 제목이 〈그대들, 어떻게 살 것인가〉 (君たちはどう生きるか)로 확정되었음이 발표되었다.
2019년 12월 25일 미야자키 하야오 감독은 인터뷰를 통해 노동개정법으로 오후 8시에는 제작진이 모두 귀가하게 되면서, 다들 이전보다 훨씬 생기어린 모습이 됐다는 소감을 밝혔다.
스즈키 도시오의 인터뷰에 따르면, 미야자키 감독은 이번 작품에 있어서는 모든 컷을 본인의 손으로 직접 그리던 작업방식에서 탈피하여, 콘티 그림의 제작에만 전념하고 있다고 한다. 구체적인 작화는 혼다 타케시 작화감독에게 맡기고 있으며, 다케시 감독의 참여로 이번 작품이 "갑자기 재미있어졌다" (がぜん面白くなりました)고 표현했다.
2020년 5월 13일, 엔터테인먼트 위클리의 인터뷰에서 스즈키 도시오는 한 달에 1분 분량씩 제작하고 있다고 밝혔다. 아울러 단순 계산으로 따지면 지금 시점에서 3년이 흘렀으므로 완성된 분량은 36분 가량이라고 밝혔다.
2020년 11월 30일 《아야와 마녀》 개봉과 함께 이뤄진 합동 기자회견에서 스즈키 도시오는 작화의 절반이 완성되었으며, 전체 상영시간은 오프닝과 엔딩을 포함해 약 125분이 될 예정이라고 밝혔다. 완성까지는 앞으로 3년 정도 걸릴 것이라고 전망했다.

## 상영
2022년 12월 13일, 배급을 맡은 도호 측에서 정식 개봉일을 2023년 7월 14일로 확정한다고 밝혔다. 개봉 예정일과 함께 티저 포스터도 처음으로 공개하였다.
그러나 이후 예고편이나 TV광고, 신문 광고, 공식 사이트 등의 프로모션 활동은 전혀 진행하지 않았으며, 등장인물은 물론 출연 성우나 주요 제작진에 대해서도 대부분 비공개 상태였다. 이에 대해 2023년 6월 2일 스즈키 도시오 프로듀서는 《문예춘추》 신타니 마나부 편집장과의 인터뷰에서, 이번 신작의 홍보는 신비주의 컨셉을 세웠다고 밝혔다.
신비주의 컨셉을 채택한 이유에 대해 이후 지브리 관련 전시회인 〈금요일 로드쇼와 지브리전〉 (金曜ロードショーとジブリ展)의 개회사에서 스즈키 도시오는 "이것저것 생각이 드는 동안 아무런 홍보가 없다면, 여러분께서 어떻게 받아들일지 생각해 보았습니다. 제 생각이지마는 지금처럼 정보가 넘치는 시대에는 어쩌면 정보가 없는 것이 엔터테인먼트가 되겠다, 그렇게 생각했습니다. 잘 될지는 모르겠습니다. 모르겠지만, 그것을 믿어보자 싶은 겁니다"라고 밝혔다.
2023년 6월 6일, 돌비 시네마, 돌비 아트모스 상영이 결정되었다. 7월 7일에는 아이맥스 상영이 결정되었다. 스튜디오 지브리의 작품이 아이맥스로 상영되는 것은 이번이 처음이다.
2023년 7월 4일, 히사이시 조가 음악을 담당하는 것으로 밝혀졌다. 또 8월 9일 도쿠마 재팬 커뮤니케이션즈로부터 주제가를 비롯한 총 37곡 분량의 사운드트랙이 발매된다.

## 스태프
- 원작·각본·감독 - 미야자키 하야오
- 작화 감독 - 혼다 타케시(本田雄)
- 미술 감독 - 타케시게 요지(武重洋二)
- 조감독 - 카타야마 카즈요시(片山一良)
- 음악 - 히사이시 조[1]
- 주제가 - 요네즈 켄시
- 제작 - 스튜디오 지브리
- 프로듀서 - 스즈키 도시오
- 배급 - 도호